# Badminton nos Jogos Olímpicos de Verão de 2016 - Simples masculino
O torneio de simples masculino do badminton nos Jogos Olímpicos de Verão de 2016, no Rio de Janeiro, decorreu entre 11 e 20 de agosto no pavilhão 4 do Riocentro.

## Calendário
|           | Quinta 11 ago | Sexta 12 ago | Sábado 13 ago | Domingo 14 ago | Segunda 15 ago | Terça 16 ago | Quarta 17 ago | Quinta 18 ago | Sexta 19 ago | Sábado 20 ago |
| --------- | ------------- | ------------ | ------------- | -------------- | -------------- | ------------ | ------------- | ------------- | ------------ | ------------- |
| Masculino | Grupos        | Grupos       | Grupos        | Grupos         | Oitavas        |              | Quartas       |               | Semi         | Final         |

## Medalhistas
Chen Long (China) ganhou ao malaio Lee Chong Wei na final e foi ouro, enquanto Viktor Axelsen, da Dinamarca, ficou com o bronze ao superar o chinês Lin Dan.
| Ouro   | CHN Chen Long      |
| Prata  | MAS Lee Chong Wei  |
| Bronze | DEN Viktor Axelsen |

## Resultados

### Fase de grupos
Na primeira fase os atletas foram divididos em 12 grupos de três e um de quatro jogadores, apurando-se o primeiro classificado (três deles de forma direta para as quartas de final).
Todos as partidas seguem o horário local (UTC−3).

#### Grupo A
| Atleta                  | J | V | D | SG | SP | Pts |
| ----------------------- | - | - | - | -- | -- | --- |
| MAS Lee Chong Wei       | 2 | 2 | 0 | 4  | 0  | 2   |
| SIN Derek Wong Zi Liang | 2 | 1 | 1 | 2  | 2  | 1   |
| SUR Sören Opti          | 2 | 0 | 2 | 0  | 4  | 0   |

| Atleta 1                | Resultado           | Atleta 2                |
| 11 de agosto, 09:35     | 11 de agosto, 09:35 | 11 de agosto, 09:35     |
| ----------------------- | ------------------- | ----------------------- |
| MAS Lee Chong Wei       | 21–2 21–3           | SUR Sören Opti          |
| 12 de agosto, 10:45     |                     |                         |
| SIN Derek Wong Zi Liang | 21–5 21–6           | SUR Sören Opti          |
| 14 de agosto, 08:55     |                     |                         |
| MAS Lee Chong Wei       | 21–18 21–8          | SIN Derek Wong Zi Liang |

#### Grupo C
| Atleta              | J | V | D | SG | SP | Pts |
| ------------------- | - | - | - | -- | -- | --- |
| TPE Chou Tien-chen  | 2 | 2 | 0 | 4  | 0  | 2   |
| ISR Misha Zilberman | 2 | 1 | 1 | 2  | 2  | 1   |
| BEL Yuhan Tan       | 2 | 0 | 2 | 0  | 4  | 0   |

| Atleta 1            | Resultado           | Atleta 2            |
| 12 de agosto, 20:30 | 12 de agosto, 20:30 | 12 de agosto, 20:30 |
| ------------------- | ------------------- | ------------------- |
| TPE Chou Tien-chen  | 21–9 21–11          | ISR Misha Zilberman |
| 13 de agosto, 17:25 |                     |                     |
| BEL Yuhan Tan       | 20–22 12–21         | ISR Misha Zilberman |
| 14 de agosto, 10:05 |                     |                     |
| TPE Chou Tien-chen  | 21–14 21–8          | BEL Yuhan Tan       |

#### Grupo D
| Atleta                  | J | V | D | SG | SP | Pts |
| ----------------------- | - | - | - | -- | -- | --- |
| HKG Hu Yun              | 2 | 2 | 0 | 4  | 0  | 2   |
| ESP Pablo Abián         | 2 | 1 | 1 | 2  | 2  | 1   |
| BRU Jaspar Yu Woon Chai | 2 | 0 | 2 | 0  | 4  | 0   |

| Atleta 1            | Resultado           | Atleta 2                |
| 12 de agosto, 19:55 | 12 de agosto, 19:55 | 12 de agosto, 19:55     |
| ------------------- | ------------------- | ----------------------- |
| HKG Hu Yun          | 21–16 21–15         | BRU Jaspar Yu Woon Chai |
| 13 de agosto, 20:30 |                     |                         |
| ESP Pablo Abián     | 21–12 21–10         | BRU Jaspar Yu Woon Chai |
| 14 de agosto, 15:30 |                     |                         |
| HKG Hu Yun          | 21–18 21–19         | ESP Pablo Abián         |

#### Grupo E
| Atleta                 | J | V | D | SG | SP | Pts |
| ---------------------- | - | - | - | -- | -- | --- |
| CHN Lin Dan            | 3 | 3 | 0 | 6  | 0  | 3   |
| VIE Nguyễn Tiến Minh   | 3 | 2 | 1 | 4  | 3  | 2   |
| RUS Vladimir Malkov    | 3 | 1 | 2 | 3  | 4  | 1   |
| AUT David Obernosterer | 3 | 0 | 3 | 0  | 6  | 0   |

| Atleta 1             | Resultado           | Atleta 2               |
| 11 de agosto, 08:25  | 11 de agosto, 08:25 | 11 de agosto, 08:25    |
| -------------------- | ------------------- | ---------------------- |
| CHN Lin Dan          | 21–5 21–11          | AUT David Obernosterer |
| 11 de agosto, 11:55  |                     |                        |
| VIE Nguyễn Tiến Minh | 15–21 –9 21–13      | RUS Vladimir Malkov    |
| 12 de agosto, 09:00  |                     |                        |
| CHN Lin Dan          | 21–18 21–7          | RUS Vladimir Malkov    |
| 12 de agosto, 20:30  |                     |                        |
| VIE Nguyễn Tiến Minh | 21–18 21–14         | AUT David Obernosterer |
| 14 de agosto, 09:40  |                     |                        |
| CHN Lin Dan          | 21–7 21–12          | VIE Nguyễn Tiến Minh   |
| 14 de agosto, 10:40  |                     |                        |
| RUS Vladimir Malkov  | 21–11 21–10         | AUT David Obernosterer |

#### Grupo G
| Atleta               | J | V | D | SG | SP | Pts |
| -------------------- | - | - | - | -- | -- | --- |
| DEN Jan Ø. Jørgensen | 2 | 2 | 0 | 4  | 0  | 2   |
| FRA Brice Leverdez   | 2 | 1 | 1 | 2  | 3  | 1   |
| EST Raul Must        | 2 | 0 | 2 | 1  | 4  | 0   |

| Athlete 1            | Resultado           | Athlete 2           |
| 12 de agosto, 16:40  | 12 de agosto, 16:40 | 12 de agosto, 16:40 |
| -------------------- | ------------------- | ------------------- |
| DEN Jan Ø. Jørgensen | 21–8 21–15          | EST Raul Must       |
| 13 de agosto, 20:30  |                     |                     |
| FRA Brice Leverdez   | 21–18 18–21 –12     | EST Raul Must       |
| 14 de agosto, 15:30  |                     |                     |
| DEN Jan Ø. Jørgensen | 21–11 21–18         | FRA Brice Leverdez  |

#### Grupo H
| Atleta               | J | V | D | SG | SP | Pts |
| -------------------- | - | - | - | -- | -- | --- |
| IND Srikanth Kidambi | 2 | 2 | 0 | 4  | 0  | 2   |
| SWE Henri Hurskainen | 2 | 1 | 1 | 2  | 2  | 1   |
| MEX Lino Muñoz       | 2 | 0 | 2 | 0  | 4  | 0   |

| Atleta 1             | Resultado           | Atleta 2             |
| 11 de agosto, 21:05  | 11 de agosto, 21:05 | 11 de agosto, 21:05  |
| -------------------- | ------------------- | -------------------- |
| IND Srikanth Kidambi | 21–11 21–17         | MEX Lino Muñoz       |
| 13 de agosto, 15:55  |                     |                      |
| SWE Henri Hurskainen | 21–12 21–11         | MEX Lino Muñoz       |
| 14 de agosto, 10:40  |                     |                      |
| IND Srikanth Kidambi | 21–6 21–18          | SWE Henri Hurskainen |

#### Grupo I
| Atleta           | J | V | D | SG | SP | Pts |
| ---------------- | - | - | - | -- | -- | --- |
| GBR Rajiv Ouseph | 2 | 2 | 0 | 4  | 0  | 2   |
| JPN Sho Sasaki   | 2 | 1 | 1 | 2  | 3  | 1   |
| CZE Petr Koukal  | 2 | 0 | 2 | 1  | 4  | 0   |

| Atleta 1            | Resultado           | Ataleta 2           |
| 11 de agosto, 19:55 | 11 de agosto, 19:55 | 11 de agosto, 19:55 |
| ------------------- | ------------------- | ------------------- |
| GBR Rajiv Ouseph    | 21–14 21–18         | CZE Petr Koukal     |
| 13 de agosto, 10:10 |                     |                     |
| JPN Sho Sasaki      | 21–10 16–21 –12     | CZE Petr Koukal     |
| 14 de agosto, 10:05 |                     |                     |
| GBR Rajiv Ouseph    | 21–15 21–9          | JPN Sho Sasaki      |

#### Grupo J
| Atleta              | J | V | D | SG | SP | Pts |
| ------------------- | - | - | - | -- | -- | --- |
| INA Tommy Sugiarto  | 2 | 2 | 0 | 4  | 0  | 2   |
| CUB Osleni Guerrero | 2 | 1 | 1 | 2  | 2  | 1   |
| USA Howard Shu      | 2 | 0 | 2 | 0  | 4  | 0   |

| Atleta 1            | Resultado           | Atleta 2            |
| 12 de agosto, 08:00 | 12 de agosto, 08:00 | 12 de agosto, 08:00 |
| ------------------- | ------------------- | ------------------- |
| INA Tommy Sugiarto  | 21–14 21–10         | USA Howard Shu      |
| 13 de agosto, 11:20 |                     |                     |
| CUB Osleni Guerrero | 21–16 21–15         | USA Howard Shu      |
| 14 de agosto, 08:55 |                     |                     |
| INA Tommy Sugiarto  | 21–12 21–14         | CUB Osleni Guerrero |

#### Grupo K
| Atleta            | J | V | D | SG | SP | Pts |
| ----------------- | - | - | - | -- | -- | --- |
| IRL Scott Evans   | 2 | 2 | 0 | 4  | 2  | 2   |
| GER Marc Zwiebler | 2 | 1 | 1 | 3  | 2  | 1   |
| BRA Ygor Coelho   | 2 | 0 | 2 | 1  | 4  | 0   |

| Atleta 1            | Resultado           | Atleta 2            |
| 12 de agosto, 11:20 | 12 de agosto, 11:20 | 12 de agosto, 11:20 |
| ------------------- | ------------------- | ------------------- |
| GER Marc Zwiebler   | 21–9 17–21 7–21     | IRL Scott Evans     |
| 13 de agosto, 19:55 |                     |                     |
| BRA Ygor Coelho     | 8–21 –19 8–21       | IRL Scott Evans     |
| 14 de agosto, 15:55 |                     |                     |
| GER Marc Zwiebler   | 21–12 21–12         | BRA Ygor Coelho     |

#### Grupo L
| Atleta              | J | V | D | SG | SP | Pts |
| ------------------- | - | - | - | -- | -- | --- |
| DEN Viktor Axelsen  | 2 | 2 | 0 | 4  | 0  | 2   |
| THA Boonsak Ponsana | 2 | 1 | 1 | 2  | 3  | 1   |
| KOR Lee Dong-keun   | 2 | 0 | 2 | 1  | 4  | 0   |

| Atleta 1            | Score               | Atleta 2            |
| 11 de agosto, 11:20 | 11 de agosto, 11:20 | 11 de agosto, 11:20 |
| ------------------- | ------------------- | ------------------- |
| DEN Viktor Axelsen  | 21–14 21–13         | THA Boonsak Ponsana |
| 13 de agosto, 09:35 |                     |                     |
| KOR Lee Dong-keun   | 19–21 –17 16–21     | THA Boonsak Ponsana |
| 14 de agosto, 11:15 |                     |                     |
| DEN Viktor Axelsen  | 21–11 21–13         | KOR Lee Dong-keun   |

#### Grupo M
| Atleta             | J | V | D | SG | SP | Pts |
| ------------------ | - | - | - | -- | -- | --- |
| HKG Ng Ka Long     | 2 | 2 | 0 | 4  | 0  | 2   |
| CAN Martin Giuffre | 2 | 1 | 1 | 2  | 3  | 1   |
| POR Pedro Martins  | 2 | 0 | 2 | 1  | 4  | 0   |

| Atleta 1            | Resultado           | Atleta 2            |
| 11 de agosto, 19:30 | 11 de agosto, 19:30 | 11 de agosto, 19:30 |
| ------------------- | ------------------- | ------------------- |
| HKG Ng Ka Long      | 21–11 21–14         | CAN Martin Giuffre  |
| 13 de agosto, 11:20 |                     |                     |
| POR Pedro Martins   | 21–14 22–24 6–21    | CAN Martin Giuffre  |
| 14 de agosto, 09:40 |                     |                     |
| HKG Ng Ka Long      | 21–17 21–18         | POR Pedro Martins   |

#### Grupo N
| Atleta              | J | V | D | SG | SP | Pts |
| ------------------- | - | - | - | -- | -- | --- |
| KOR Son Wan-ho      | 2 | 2 | 0 | 4  | 0  | 2   |
| RSA Jacob Maliekal  | 2 | 1 | 1 | 2  | 2  | 1   |
| UKR Artem Pochtarov | 2 | 0 | 2 | 0  | 4  | 0   |

| Atleta 1            | Resultado           | Atleta 2            |
| 11 de agosto, 19:30 | 11 de agosto, 19:30 | 11 de agosto, 19:30 |
| ------------------- | ------------------- | ------------------- |
| KOR Son Wan-ho      | 21–10 21–10         | RSA Jacob Maliekal  |
| 12 de agosto, 19:55 |                     |                     |
| UKR Artem Pochtarov | 18–21 19–21         | RSA Jacob Maliekal  |
| 14 de agosto, 08:30 |                     |                     |
| KOR Son Wan-ho      | 21–9 21–15          | UKR Artem Pochtarov |

#### Grupo P
| Atleta                 | J | V | D | SG | SP | Pts |
| ---------------------- | - | - | - | -- | -- | --- |
| CHN Chen Long          | 2 | 2 | 0 | 4  | 0  | 2   |
| SRI Niluka Karunaratne | 2 | 1 | 1 | 2  | 2  | 1   |
| POL Adrian Dziółko     | 2 | 0 | 2 | 0  | 4  | 0   |
| GUA Kevin Cordón       | — | — | — | —  | —  | —   |

| Atleta 1            | Resultado           | Atleta 2               |
| 11 de agosto, 10:10 | 11 de agosto, 10:10 | 11 de agosto, 10:10    |
| ------------------- | ------------------- | ---------------------- |
| CHN Chen Long       | 21–7 21–10          | SRI Niluka Karunaratne |
| 11 de agosto, 20:30 |                     |                        |
| GUA Kevin Cordón    | 21–18 10–21 13–21   | POL Adrian Dziółko     |
| 12 de agosto, 19:30 |                     |                        |
| GUA Kevin Cordón    | w/o                 | SRI Niluka Karunaratne |
| 13 de agosto, 08:25 |                     |                        |
| CHN Chen Long       | 21–12 21–9          | POL Adrian Dziółko     |
| 14 de agosto, 10:40 |                     |                        |
| CHN Chen Long       | w/o                 | GUA Kevin Cordón       |
| 14 de agosto, 15:55 |                     |                        |
| POL Adrian Dziółko  | 19–21 22–24         | SRI Niluka Karunaratne |

### Fase final
Depois da fase de grupos houve uma fase a eliminar, onde os atletas se defrontaram em formato de eliminatória a um encontro.
|  | Oitavas de final     | Oitavas de final     | Oitavas de final     | Oitavas de final   |                    |                    | Quartas de final    | Quartas de final    | Quartas de final    | Quartas de final    |    |    | Semifinal | Semifinal | Semifinal | Semifinal |  |  | Final | Final | Final | Final |
|  |                      |                      |                      |                    |                    |                    |                     |                     |                     |                     |    |    |           |           |           |           |  |  |       |       |       |       |
|  |                      |                      |                      |                    |                    |                    |                     |                     |                     |                     |    |    |           |           |           |           |  |  |       |       |       |       |
|  |                      |                      |                      |                    |                    |                    |                     |                     |                     |                     |    |    |           |           |           |           |  |  |       |       |       |       |
|  |                      |                      |                      |                    |                    |                    |                     |                     |                     |                     |    |    |           |           |           |           |  |  |       |       |       |       |
|  |                      |                      |                      |                    |                    |                    |                     |                     |                     |                     |    |    |           |           |           |           |  |  |       |       |       |       |
|  |                      |                      |                      |                    |                    |                    |                     |                     |                     |                     |    |    |           |           |           |           |  |  |       |       |       |       |
|  | MAS Lee Chong Wei    | MAS Lee Chong Wei    | 21                   | 21                 |                    |                    |                     |                     |                     |                     |    |    |           |           |           |           |  |  |       |       |       |       |
|  | MAS Lee Chong Wei    | MAS Lee Chong Wei    | 21                   | 21                 |                    |                    |                     |                     |                     |                     |    |    |           |           |           |           |  |  |       |       |       |       |
|  |                      |                      | TPE Chou Tien-chen   | TPE Chou Tien-chen | 9                  | 15                 |                     |                     |                     |                     |    |    |           |           |           |           |  |  |       |       |       |       |
|  | TPE Chou Tien-chen   | TPE Chou Tien-chen   | TPE Chou Tien-chen   | TPE Chou Tien-chen | 9                  | 15                 | 21                  | 21                  |                     |                     |    |    |           |           |           |           |  |  |       |       |       |       |
|  | TPE Chou Tien-chen   | TPE Chou Tien-chen   |                      |                    |                    |                    | 21                  | 21                  |                     |                     |    |    |           |           |           |           |  |  |       |       |       |       |
|  | HKG Hu Yun           | HKG Hu Yun           | 10                   | 13                 |                    |                    |                     |                     |                     |                     |    |    |           |           |           |           |  |  |       |       |       |       |
|  | HKG Hu Yun           | HKG Hu Yun           | 10                   | 13                 | MAS Lee Chong Wei  | 15                 | 21                  | 22                  |                     |                     |    |    |           |           |           |           |  |  |       |       |       |       |
|  |                      |                      |                      |                    | MAS Lee Chong Wei  | 15                 | 21                  | 22                  |                     |                     |    |    |           |           |           |           |  |  |       |       |       |       |
|  |                      | CHN Lin Dan          | 21                   | 11                 | 20                 |                    |                     |                     |                     |                     |    |    |           |           |           |           |  |  |       |       |       |       |
|  |                      | CHN Lin Dan          | 21                   | 11                 | 20                 |                    |                     |                     |                     |                     |    |    |           |           |           |           |  |  |       |       |       |       |
|  |                      |                      |                      |                    |                    |                    |                     |                     |                     |                     |    |    |           |           |           |           |  |  |       |       |       |       |
|  |                      |                      |                      |                    |                    |                    |                     |                     |                     |                     |    |    |           |           |           |           |  |  |       |       |       |       |
|  | CHN Lin Dan          | 21                   | 11                   | 21                 |                    |                    |                     |                     |                     |                     |    |    |           |           |           |           |  |  |       |       |       |       |
|  | CHN Lin Dan          | 21                   | 11                   | 21                 |                    |                    |                     |                     |                     |                     |    |    |           |           |           |           |  |  |       |       |       |       |
|  |                      |                      | IND Srikanth Kidambi | 6                  | 21                 | 18                 |                     |                     |                     |                     |    |    |           |           |           |           |  |  |       |       |       |       |
|  | DEN Jan Ø. Jørgensen | DEN Jan Ø. Jørgensen | IND Srikanth Kidambi | 6                  | 21                 | 18                 | 19                  | 19                  |                     |                     |    |    |           |           |           |           |  |  |       |       |       |       |
|  | DEN Jan Ø. Jørgensen | DEN Jan Ø. Jørgensen |                      |                    |                    |                    | 19                  | 19                  |                     |                     |    |    |           |           |           |           |  |  |       |       |       |       |
|  | IND Srikanth Kidambi | IND Srikanth Kidambi | 21                   | 21                 |                    |                    |                     |                     |                     |                     |    |    |           |           |           |           |  |  |       |       |       |       |
|  | IND Srikanth Kidambi | IND Srikanth Kidambi | 21                   | 21                 | MAS Lee Chong Wei  | MAS Lee Chong Wei  | 18                  | 18                  |                     |                     |    |    |           |           |           |           |  |  |       |       |       |       |
|  |                      |                      |                      |                    | MAS Lee Chong Wei  | MAS Lee Chong Wei  | 18                  | 18                  |                     |                     |    |    |           |           |           |           |  |  |       |       |       |       |
|  |                      | CHN Chen Long        | CHN Chen Long        | 21                 | 21                 |                    |                     |                     |                     |                     |    |    |           |           |           |           |  |  |       |       |       |       |
|  | GBR Rajiv Ouseph     | CHN Chen Long        | CHN Chen Long        | 21                 | 21                 | 21                 | 14                  | 21                  |                     |                     |    |    |           |           |           |           |  |  |       |       |       |       |
|  | GBR Rajiv Ouseph     |                      |                      |                    |                    | 21                 | 14                  | 21                  |                     |                     |    |    |           |           |           |           |  |  |       |       |       |       |
|  | INA Tommy Sugiarto   | 13                   | 21                   | 16                 |                    |                    |                     |                     |                     |                     |    |    |           |           |           |           |  |  |       |       |       |       |
|  | INA Tommy Sugiarto   | 13                   | 21                   | 16                 | GBR Rajiv Ouseph   | GBR Rajiv Ouseph   | 12                  | 16                  |                     |                     |    |    |           |           |           |           |  |  |       |       |       |       |
|  |                      |                      |                      |                    | GBR Rajiv Ouseph   | GBR Rajiv Ouseph   | 12                  | 16                  |                     |                     |    |    |           |           |           |           |  |  |       |       |       |       |
|  |                      | DEN Viktor Axelsen   | DEN Viktor Axelsen   | 21                 | 21                 |                    |                     |                     |                     |                     |    |    |           |           |           |           |  |  |       |       |       |       |
|  | IRL Scott Evans      | IRL Scott Evans      | DEN Viktor Axelsen   | 21                 | 21                 | 16                 | 12                  |                     |                     |                     |    |    |           |           |           |           |  |  |       |       |       |       |
|  | IRL Scott Evans      | IRL Scott Evans      |                      |                    |                    |                    | 12                  |                     |                     |                     |    |    |           |           |           |           |  |  |       |       |       |       |
|  | DEN Viktor Axelsen   | DEN Viktor Axelsen   | 21                   | 21                 |                    |                    |                     |                     |                     |                     |    |    |           |           |           |           |  |  |       |       |       |       |
|  | DEN Viktor Axelsen   | DEN Viktor Axelsen   | 21                   | 21                 | DEN Viktor Axelsen | DEN Viktor Axelsen | 14                  | 15                  |                     |                     |    |    |           |           |           |           |  |  |       |       |       |       |
|  |                      |                      |                      |                    | DEN Viktor Axelsen | DEN Viktor Axelsen | 14                  | 15                  |                     |                     |    |    |           |           |           |           |  |  |       |       |       |       |
|  |                      | CHN Chen Long        | CHN Chen Long        | 21                 | 21                 |                    | Disputa pelo bronze | Disputa pelo bronze | Disputa pelo bronze | Disputa pelo bronze |    |    |           |           |           |           |  |  |       |       |       |       |
|  | HKG Ng Ka Long       | HKG Ng Ka Long       | CHN Chen Long        | 21                 | 21                 | 21                 | Disputa pelo bronze | Disputa pelo bronze | Disputa pelo bronze | Disputa pelo bronze | 17 |    |           |           |           |           |  |  |       |       |       |       |
|  | HKG Ng Ka Long       | HKG Ng Ka Long       |                      |                    |                    |                    |                     |                     |                     |                     | 17 |    |           |           |           |           |  |  |       |       |       |       |
|  | KOR Son Wan-ho       | KOR Son Wan-ho       | 23                   | 21                 |                    |                    |                     |                     |                     |                     |    |    |           |           |           |           |  |  |       |       |       |       |
|  | KOR Son Wan-ho       | KOR Son Wan-ho       | 23                   | 21                 | KOR Son Wan-ho     | 11                 | 21                  | 11                  | CHN Lin Dan         | 21                  | 10 | 17 |           |           |           |           |  |  |       |       |       |       |
|  |                      |                      |                      |                    | KOR Son Wan-ho     | 11                 | 21                  | 11                  | CHN Lin Dan         | 21                  | 10 | 17 |           |           |           |           |  |  |       |       |       |       |
|  |                      |                      | CHN Chen Long        | 21                 | 18                 | 21                 |                     | DEN Viktor Axelsen  | 15                  | 21                  | 21 |    |           |           |           |           |  |  |       |       |       |       |
|  |                      |                      | CHN Chen Long        | 21                 | 18                 | 21                 |                     | DEN Viktor Axelsen  | 15                  | 21                  | 21 |    |           |           |           |           |  |  |       |       |       |       |
|  |                      |                      |                      |                    |                    |                    |                     |                     |                     |                     |    |    |           |           |           |           |  |  |       |       |       |       |
|  |                      |                      |                      |                    |                    |                    |                     |                     |                     |                     |    |    |           |           |           |           |  |  |       |       |       |       |
|  |                      |                      |                      |                    |                    |                    |                     |                     |                     |                     |    |    |           |           |           |           |  |  |       |       |       |       |